# Cees Nooteboom
Cornelis « Cees » Johannes Jacobus Maria Nooteboom, né le 31 juillet 1933 à La Haye, est un écrivain néerlandais. Auteur d’une œuvre inclassable qui va du roman philosophique à l’essai journalistique en passant par des chroniques de voyages et des poèmes, il est une personnalité majeure de la littérature néerlandaise depuis 1950.

## Biographie
Après une scolarité difficile dans des monastères augustins, il entreprend plusieurs voyages en Europe et au Suriname. En 1955, il publie son premier roman Philippe et les autres, inspiré d'un voyage en auto–stop à travers l'Europe. Depuis quarante ans, Cees Nooteboom a écrit de nombreux récits, nouvelles, romans et poèmes. En dehors des voyages, il partage son temps entre Amsterdam et Berlin, et l'été en Espagne.
Il est élu membre de l'Académie des arts de Berlin en 1992.

## Œuvres

### Romans, nouvelles, essais
- Philippe et les autres, (Philip en de anderen, 1954), roman traduit du néerlandais par Philippe Noble. [Paris], Éditions Calmann-Lévy, 1992, 164 p. (Réédition : [Paris], Éditions du Seuil, « Points » no 172, 1995, 164 p.)
- Le Matelot sans lèvres : histoires tropicales (De verliefde gevangene. Tropische verhalen,1958), nouvelles traduites du néerlandais par Daniel Cunin, préface de Philippe Noble, postface de l’auteur. [Nantes], Éditions Cecofop-Le Passeur, 2002, 128 p
- Le Chevalier est mort (De ridder is gestorven, 1963), roman traduit du néerlandais par Louis Fessard. [Paris], Éditions Denoël, « Les Lettres nouvelles », 1967, 192 p. Nouvelle traduction : Le Chevalier est mort, traduit du néerlandais par Christian Marcipont. [Paris], Éditions Maren Sell, « Petite bibliothèque européenne du XXe siècle » / Éditions Calmann-Lévy, 1996, 182 p.
- Rituels (Rituelen, 1980), roman traduit du néerlandais par Philippe Noble. [Paris], Éditions Calmann-Lévy, 1985, 202 p. (Réédition : [Paris], Éditions du Seuil, « Points Roman » no 693, 1994, 202 p.)
- Le Chant de l'être et du paraître (Een lied van schijn en wezen, 1981), roman traduit du néerlandais par Philippe Noble et Anne Wyvekens. [Arles], Éditions Actes Sud, « Lettres néerlandaises », 1988, 112 p.  (Réédition : [Paris], Éditions Gallimard, « Folio » no 3409, 2000, 104 p.)
- Mokusei ! Une histoire d'amour (Mokusei ! Een liefdesverhaal, 1982), nouvelles traduites du néerlandais par Philippe Noble. [Arles], Éditions Actes Sud, « Lettres néerlandaises », 1987, 80 p. (Réédition : [Paris], Éditions Gallimard, « Folio » no 3410, 2000, 80 p.)
- Dans les montagnes des Pays-Bas (In Nederland, 1984), roman traduit du néerlandais par Philippe Noble. [Paris], Éditions Calmann-Lévy, 1988, 160 p.(Réédition : [Arles], Éditions Actes Sud, « Babel » n° 126, 1994, 160 p.)
- Le Bouddha derrière la palissade Un voyage à Bangkok (De Boeddha achter de schutting, 1986), récit traduit du néerlandais par Philippe Noble. [Arles], Éditions Actes Sud / [Lausanne], Éditions L’Aire, « Terres d’aventure », 1989, 64 p.
- Une année allemande : chroniques berlinoises, 1989-1990 (Berlijnse notities, 1990), traduit du néerlandais sous la direction de Philippe Noble, avec la collaboration de Raymond Dubosq et al. [Arles], Éditions Actes Sud, « Lettres néerlandaises », 1990, 270 p.
- L'Histoire suivante (Het volgende verhaal, 1991), roman traduit du néerlandais par Philippe Noble. [Arles], Éditions Actes Sud, « Lettres néerlandaises », 1991, 144 p. (Réédition : [Paris], Éditions Gallimard, « Folio » n° 3392, 2000, 136 p.)
- Désir d'Espagne : mes détours vers Santiago (De omweg naar Santiago, 1992), voyages, traduit du néerlandais par Anne-Marie de Both-Diez. [Arles], Éditions Actes Sud, « Terres d’aventure », 1993, 450 p.
- Zurbaran et Cees Nooteboom, traduit du néerlandais par Anne Champonnois. [Paris], Éditions Flohic, « Musées secrets » no 11, 1992, 80 p.
- L'Enlèvement d'Europe (De ontvoering van Europa, 1993), essais, traduit du néerlandais par Isabelle Rosselin et Philippe Noble. [Paris], Éditions Maren Sell, « Petite bibliothèque européenne du XXe siècle » / Éditions Calmann-Lévy, 1994, 128 p.
- Autoportrait d'un autre : rêves de l'île et de la ville d'antan (Zelfportret van een ander, 1993), poèmes en prose, traduit du néerlandais par Philippe Noble. [Arles], Éditions Actes Sud, 1994, 72 p.
- Au printemps, la rosée : voyages en Extrême-Orient (Van de lente de dauw, Oosterse reizen, 1995), traduit du néerlandais par Anne-Marie de Both-Diez. [Arles], Éditions Actes Sud, « Terres d’aventure », 1995, 312 p.
- Le Jour des morts (Allerzielen, 1998), roman traduit du néerlandais par Philippe Noble. [Arles], Éditions Actes Sud, « Lettres néerlandaises », 2001, 386 p.
- Hôtel nomade (Nootebooms hotel, 2002), photographies de Simone Sassen, traduit du néerlandais par Philippe Noble. [Arles], Éditions Actes Sud, 2003, 256 p.
- Perdu le paradis (Paradijs verloren, 2004), roman traduit du néerlandais par Philippe Noble. [Arles], Éditions Actes Sud, 2006, 187 p.
- Les Dieux dormants / Sueños y otras mentiras, un livre de peintre avec lithographies de Jürgen Partenheimer, Ergo Pers, 2005)
- Un art du voyage, traduit du néerlandais par Philippe Noble, Actes Sud Littérature, 2006, 192 p.

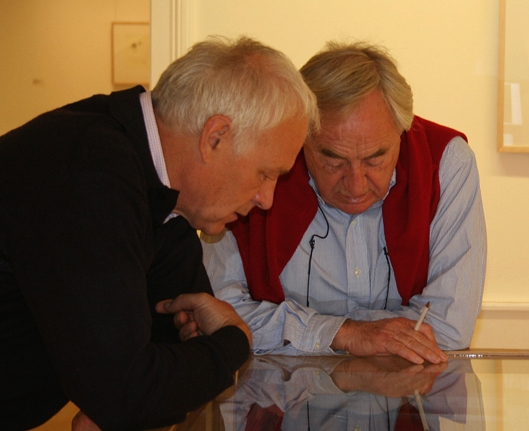
Cees Nooteboom (à droite) et Jürgen Partenheimer, Bad Homburg, 2005

- Pluie rouge (Rode Regen, 2007), roman traduit du néerlandais par Philippe Noble et illustré par Jan Vanriet. [Arles], Éditions Actes Sud, « Lettres néerlandaises », 2008, 254 p.
- Tumbas (Tumbas. Graven van dichters en denkers, 2007), essais littéraires traduits du néerlandais par Annie Kroon et illustrés par Simone Sassen. [Arles], Éditions Actes Sud, « Lettres néerlandaises », 2009, 256 p.
- La nuit viennent les renards ('s Nachts komen de vossen, 2009), nouvelles traduites du néerlandais par Philippe Noble. [Arles], Éditions Actes Sud, « Lettres néerlandaises », 2011, 160 p.
- Lettres à Poséidon (Brieven aan Poseidon, 2012), récits traduits du néerlandais par Philippe Noble. [Arles], Éditions Actes Sud, « Lettres néerlandaises », 2013, 192 p.
- J’avais bien mille vies et je n’en ai pris qu’une, textes choisis par Rüdiger Safranski et traduits du néerlandais par Philippe Noble. [Arles], Éditions Actes Sud, « coll. Lettres néerlandaises », 2016, 208 p.
- 533. Le Livre des jours (533. Een dagenboek, 2016), Éditions Actes Sud, « coll. Lettres néerlandaises », 2019, 252 p. Traduit du néerlandais par Philippe Noble.  (ISBN 978-2330120689)

### Anthologies/Revues
- Poèmes dans la Nouvelle Revue française no 476, 1992 ; Septentrion XXVII-4, 1998
- Extrait du roman Rituels (1980), traduit du néerlandais par Philippe Noble, dans Septentrion, 1985, XIV-1 et dans Prosateurs néerlandophones contemporains, Stichting Ons Erfdeel, 1992

## Prix
- Prix Pegasus
- Prix Constantijn-Huygens
- Prix Aristeion en 1993 pour L'Histoire suivante (Het volgende verhaal)
- Médaille d'or du Círculo de Bellas Artes[2]
- Prix des lettres néerlandaises en 2009
- Prix Formentor en 2020

## Citations
« C'était loin et pourtant c'était hier. Il n'existe pas de forme verbale qui corresponde à ce genre d'indication dans le temps. Le souvenir est ballotté sans cesse entre le parfait et l'imparfait, de même que la mémoire, pour peu qu'on lui laisse libre cours, préfère le plus souvent le chaos au tableau chronologique. »

— Cees Nooteboom, trad. Philippe Noble, Mokusei !, Folio n° 3410, p. 37

« Écrivain nomade et polyglotte, fasciné par la culture japonaise et fou d’Espagne, il accorde dans son œuvre une place particulière aux souvenirs. Ses écrits reflètent une pensée attentive aux détails et aux symboles, fruit d’une réflexion authentique et méditative. On y trouve notamment abordées la question du passage de l’existence à la non-existence, celles de l’identité et du destin, de la relativité du temps et de l’espace, des rapports de l’écrivain avec l’histoire et la réalité, le visible et l’invisible. »

— Jacques Beaudry

## Adaptation de son œuvre au cinéma
- 1989 : Rituelen, film néerlandais réalisé par Herbert Curiel, adaptation du roman éponyme paru en 1980, avec Derek de Lint, Thom Hoffman et Sigrid Koetse

## Sur quelques ouvrages

### Rituels
Les trois parties saisissent le personnage principal, Inni (Inigo) Wintrop, dilettante, né vers 1928, à trois périodes de sa vie, à Amsterdam.
1. En 1963, Zita (de Namibie), épousée en 1957, quitte Inni Wintrop, journaliste en horoscopes.
2. En 1953, Inni Wintrop, étudiant désargenté, est rattrapé par sa riche tante Thérèse, pris en charge par Arnold Taads, son ancien mari et notaire, autre solitaire (à chien superbe Athos), étrenné par la jeune bonne Petra, et même pas étrillé par Mgr Terruwe.
3. En 1973, Inni Wintrop, bon récolteur d'antiquités, fréquente accessoirement une demoiselle Colombe, mais surtout Bernard Rozenboom, antiquaire secret, (à manucure, Mme Theurnissen), Riezenkamp, spécialiste en estampes japonaises, puis Philip Taads, fils unique et délaissé d'Arnold Taads, employé à mi-temps et spécialisé en yoga, zen, et cérémonie du thé.